# Дом Ренье
Дом Ренье или Регинариды (фр. Maison des Régnier, нем. Familie der Reginare) — знатный дворянский род лотарингского происхождения. Его представители были герцогами Лотарингии и графами Эно (Геннегау), позже графами Лувена, герцогами Брабанта и Нижней Лотарингии, ландграфами Гессена.

## История дома

### Происхождение
Родоначальником рода считается Гизельберт (ок. 825 — после 877), граф в Маасгау. В 846 году Гизельберт похитил дочь императора Лотаря и женился на ней без согласия отца. Только в 849 году Лотарь признал брак дочери, простил Гизельберта и вернул ему его владения. Его сын, Ренье (Регинар) I Длинношеий (ок. 850 — 915), имел многочисленные владения, рассеянные в Арденнах, Геннегау, Газбенгау, Брабанте и вдоль нижнего течения Мааса, он был светским аббатом нескольких богатых монастырей. В 880 году он стал графом Эно (Геннегау). В 895 году Ренье стал главным советником короля Лотарингии Цвентибольда. Но к 898 году он впал в немилость к королю, который лишил его Эно. В результате Ренье возглавил восстание лотарингской знати против короля. В результате Цвентибольд был убит в одном из сражений 13 августа 900 года, после чего фактическим правителем Лотарингии стал Ренье Длинношеий. Не имея никаких наследственных прав, он пользовался в Лотарингии почти неограниченной властью. Хронисты называли его «missus» (государев посланник), «dux» (герцог), «marchio» (маркграф). Король Германии Людовик IV Дитя, к которому перешла Лотарингия ввиду отсутствия у Цвентибольда детей, попытался противопоставить Ренье епископов и франконского графа Гебхарда (ум. 910), которому он в 903 году дал титул герцога Лотарингии, но безуспешно. После смерти Людовика IV Ренье отказался признать нового короля, Конрада Франконского, и присягнул в 911 году королю Франции Карлу III Простоватому. Карл принял на себя владение Лотарингией, но оставил ей независимость. Ренье он даровал титул «маркиз Лотарингии».

### Герцоги Лотарингии
После смерти Ренье его положение унаследовал старший сын, Гизельберт (ум.939). Вскоре поссорился с Карлом Простоватым. Для борьбы с ним он обратился за помощью к королю Германии Генриху I Птицелову. Позже Гизельберт принял участие в восстании Роберта Парижского против Карла Простоватого, в результате которого Роберт стал королём. Однако после смерти Роберта Гизельберт отказался признать его преемника, Рауля Бургундского. В 925 году Гизельберт попытался сблизиться с Раулем, но Генрих Птицелов вступил в Лотарингию с большой армией, покончив с независимостью Лотарингии и заставив аристократию присягнуть ему. Лотарингия оказалась присоединена к Германскому королевству.
Генрих Птицелов признал Гизельберта герцогом и выдал за него свою дочь Гербергу. После смерти Генриха Гизельберт принес присягу новому королю Оттону I. Но в 938 году Гизельберт присоединился к восстанию Генриха Баварского и Эбергарда Франконского. 2 октября 939 года он погиб в битве при Андернахе против армии короля Оттона. Единственный сын Гизельберта, Генрих (ум.943/944), оказался под опекой графа Вердена Оттона, назначенного вскоре герцогом Лотарингии. Генрих вскоре умер бездетным.

### Графы Эно
Младший сын Ренье I, Ренье II (ок.890 — до 940) стал продолжателем рода. Король Генрих I в 925 году отдал ему графство Эно, отобранное в своё время у Ренье I. После гибели герцога Лотарингии Гизельберта его племянники несколько раз восставали, опираясь на свой замок в Монсе боролись за наследство своего рода, но герцог Конрад быстро привел к подчинению лотарингскую знать. Однако скоро Конрад поссорился с королём и в 953 году принял участие в заговоре Лудольфа, старшего сына Оттона I. Тогда Ренье III (920—973), старший сын Ренье II, разбил Конрада на берегах Мааса. Но король Оттон не захотел отдавать Ренье Лотарингию, назначив герцогом своего брата Бруно.
В 956 году Ренье III захватил часть личных владений Герберги, вдовы Гизельберта Лотарингского в Лотарингии (её так называемую «вдовью долю»), что вызвало поход её сына, короля Франции Лотаря на Монс. В результате похода Лотарь захватил жену Ренье и двух его сыновей, что позволило герцогу Бруно в обмен на заложников заставить Ренье вернуть захваченные земли. Но вскоре Ренье вновь восстал, но Бруно совместно с Лотарем подавили бунт. Ренье был захвачен в плен и выдан Оттону I, который в 958 году выслал его на границу Богемии, где он и умер, а его владения были конфискованы. Сыновья Ренье III, Ренье IV (ум.1013) и Ламберт (ум.1015) бежали во Францию, где нашли приют при королевском дворе.
После смерти Оттона I Ренье IV и Ламберт I, поддерживаемые королём Лотарем, решили воспользоваться беспорядками в Империи и напали на Лотарингию в 973 году, разбив приверженцев императора. Только в 974 году императору Оттону II удалось заставить их бежать во Францию. В 976 году они повторили попытку вернуть родовые владения, но снова неудачно. Однако вскоре император решил переманить Ренье и Ламберта на свою сторону, вернув им часть конфискованных владений отца в 977 году. Однако герцогский титул император отдал брату короля Лотаря, Карлу.
Ренье IV в 998 году получил графство Эно (Монс). Его потомки правили графством до 1051 года. В 1048/1049 году граф Герман (ум.1051) присоединил марку Валансьен. После смерти сына Германа, Роже (ум.1093), епископа Шалона, ветвь угасла.

### Лувенский (Брабантский) дом
Младший сын Ренье III, Ламберт I, получил в управление графство Лувен и стал родоначальником Лувенского (Брабантского) дома.

### Гессенский дом
Ветвь Лувенского дома. Родоначальник — Генрих I Дитя (ум.1308), сын герцога Брабанта Генриха II.

### 2-й дом Перси
Английский дворянский род, ветвь Лувенского дома. Родоначальник — Жоселин (ум.1180), сын Годфрида I, графа Лувена и герцога Нижней Лотарингии.

### Монфор-л’Амори
Родоначальником рода считается Гильом де Монфор. Он был внуком графа Ренье II, скорее всего он был сыном одного из его младших сыновей.

## Генеалогия дома
Гизельберт (ок.825 — после 14 июня 877) — граф в Маасгау; жена: с 846 (Аквитания) Ирменгарда (род. ок. 830), дочь императора Лотаря I
- Ренье (Регинар) I Длинношеий (ок. 850—915), граф Маасгау, граф Эно (Геннегау) 880—898, маркиз Лотарингии с 911; жена: Эрсинда (Альберада) (ум. после 916)
  - Гизельберт (ум.939), граф Маасгау, герцог Лотарингии с 925; жена: с 928 Герберга (915—984), дочь Генриха I Птицелова, короля Германии
    - Генрих (ум. 943/944)
    - Альберада; муж: Рено (ум. 10 мая 967), граф де Руси с 947
    - Гедвига
    - Герберга; муж: Альберт I Благочестивый (ум. 987), граф де Вермандуа

  - Ренье II (ум. до 932/940), граф Эно (Геннегау) с 925
    - Ренье III (ум.973), граф Эно (Геннегау) 932/940 — 958
      - Ренье IV (ум.1013), титулярный граф Эно с 958, граф Эно (Геннегау) 973—974, граф Монса с 998; жена: с ок. 996 Гедвига (970—1013), дочь Гуго Капета, короля Франции
        - Ренье V (ум. 1039), граф Эно (Монса) с 1013; жена: с 1015 Матильда, дочь графа Вердена
          - Герман (ум.1051), граф Эно (Монса) с 1039, маркграф Валансьена с 1048/1049; жена: с 1040 Ришильда д’Эгисхейм
            - Роже (ум 1093), епископ Шалона с 1066
            - Гертруда, монахиня в Сен-Бенуа

        - Беатрис; 1-й муж: Эбль I, граф де Руси, 2-й муж: Манасия де Рамерюп
        - Ламберт, возможно шателен де Монс

      - Ламберт I (950—1015), родоначальник Лувенского дома

    - Рудольф, граф в Маасгау и Хаспенгау
    - Лето (Амори), родоначальник дома Монфор-л’Амори

  - дочь[3]; муж: Беренгер (ум.924/946), граф Намюра.
- Адальберт (ок.860 — 928/926), граф в Арденнах